# Chaetodon citrinellus
Chaetodon citrinellus là một loài cá biển thuộc chi Cá bướm (phân chi Exornator) trong họ Cá bướm. Loài này được mô tả lần đầu tiên vào năm 1831.

## Từ nguyên
Tính từ định danh citrinellus trong tiếng Latinh có nghĩa là "có màu vàng chanh", hàm ý đề cập đến màu vàng nhạt của loài cá này.

## Phạm vi phân bố và môi trường sống
Từ bờ biển Đông Phi, C. citrinellus được phân bố trải dài về phía đông đến quần đảo Hawaii (Hoa Kỳ), quần đảo Marquises và Tuamotu (Polynésie thuộc Pháp), ngược lên phía bắc đến vùng biển phía nam Nhật Bản, xa về phía nam đến Úc (gồm cả đảo Lord Howe) và Rapa Iti (Polynésie thuộc Pháp).
Ở Việt Nam, C. citrinellus được ghi nhận tại quần đảo Hoàng Sa; Phú Yên; vịnh Nha Trang (Khánh Hòa); Ninh Thuận; một số đảo đá ngoài khơi Bình Thuận; cũng như tại quần đảo Trường Sa.
C. citrinellus sống tập trung trên các rạn viền bờ và đầm phá, có khi ở những khu vực thưa san hô, độ sâu đến ít nhất là 36 m.

## Mô tả
C. citrinellus có chiều dài cơ thể lớn nhất được ghi nhận là 13 cm. Loài này có màu vàng nhạt với các hàng chấm màu xanh tím và nâu ở hai bên thân. Đầu có một sọc đen từ gáy băng dọc qua mắt. Vây lưng có viền màu trắng xanh. Vây hậu môn có một dải viền đen sát rìa, phía trong là một dải trắng. Vây đuôi trong mờ, lốm đốm cam.
Số gai ở vây lưng: 14; Số tia vây ở vây lưng: 20–22; Số gai ở vây hậu môn: 3; Số tia vây ở vây hậu môn: 16–17; Số tia vây ở vây ngực: 13–14; Số gai ở vây bụng: 1; Số tia vây ở vây bụng: 5; Số vảy đường bên: 36–42.
So với C. citrinellus, Chaetodon guentheri có màu trắng (trừ thân sau màu vàng), Chaetodon miliaris có một đốm đen lớn trên cuống đuôi, còn Chaetodon dolosus có thân sau sẫm màu đen.

## Sinh thái học

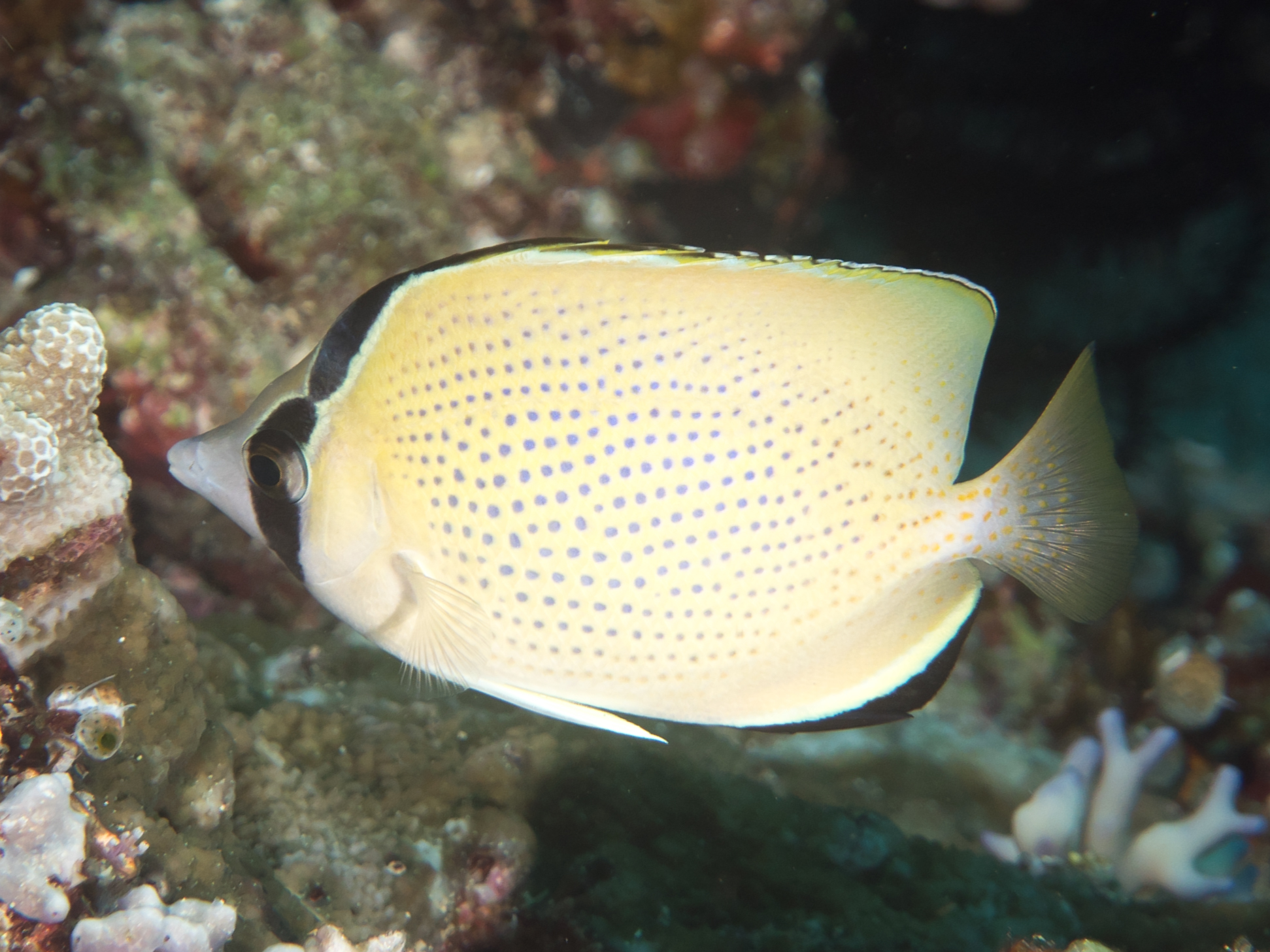
C. citrinellus

C. citrinellus là loài ăn tạp; thức ăn của chúng bao gồm tảo, giun nhiều tơ và một số loài thủy sinh không xương sống nhỏ. Loài này cũng ăn cả san hô nhưng không hoàn toàn phụ thuộc vào nguồn thức ăn này.
C. citrinellus thường kết đôi với nhau, cũng có khi sống đơn độc. Cá con của C. citrinellus thường hợp thành đàn và bơi lẫn vào đàn cá con khác loài, nhất là Chaetodon kleinii.

## Thương mại
C. citrinellus ít được xuất khẩu trong ngành thương mại cá cảnh.